# Харманджык
Харманджык (тур. Harmancık) — город и район в провинции Бурса Мраморноморского региона Турции.

## География
Харманджык располагается южнее горы Улудаг и лежит на плато на высоте в 650 метров над уровнем моря. С 1987 года стал районным центром. С 1973 года является административным центром муниципального округа. Харманджык занимает площадь в 38 928 га.

## Экология
Так как Харманджык лежит на южном склоне Улудага, то местность там преимущественно горная и холмистая, лесистая, хотя местами преобладает кустарниковая растительность. С трёх сторон от города находятся небольшие реки (на западе, юго-востоке и на юге). Вода используется для орошения полей и садов. Кроме того, присутствует речное рыболовство.

### Растительность и климат
Климат умеренно континентальный с жарким летом и суровыми морозами зимой. Осадки в виде снега и дождей. Холода бывают до апреля. Затяжные ливни нередки, что оказывает отрицательное воздействие на растения. В прилегающей к городу местности произрастают сосновые леса.